# 道の駅きらら289
道の駅きらら289（みちのえき きららにーぱーきゅう）は、福島県南会津郡南会津町にある国道289号の道の駅である。

## 沿革
1994年（平成6年）5月、掘削深度1,300 mより75.6℃の温泉湧出に成功。建設省や県の補助を受け、1998年（平成10年）4月、南郷村交流促進センターと物産館を併せ持つ施設きらら289としてオープンした。「山桜の湯」「リンドウの湯」と呼ばれる浴場には露天風呂やサウナも設けられたほか、大広間や研修室、食堂、「マルチメディアふるさと案内システム」も導入された。初年度は約6万人の施設利用があった。
2006年（平成18年）3月20日、南郷村が市町村合併し、南会津町になったことにともない南郷地域交流促進センター・物産館「きらら289」となる。
2012年（平成24年）4月26日、道の駅に登録、名称を道の駅きらら289とする。

## 施設
- 駐車場
- トイレ
- 温泉大浴場（日帰り入浴施設、山口温泉）
- レストラン
- 物産館

## アクセス
- 国道289号
  - 国道401号

## 周辺
- 伊南川
- 山口郵便局
- 南会津町役場 南郷総合支所